# Kwantazaur
Kwantazaur (Qantassaurus intrepidus) – roślinożerny dinozaur z rodziny hipsylofodonów (Hypsilophodontidae).
Żył w okresie wczesnej kredy (ok. 110-100 mln lat temu) na terenach Australii. Długość ciała ok. 1,8 m, wysokość ok. 0,6 m, masa ok. 40 kg. Jego szczątki znaleziono w Australii (w stanie Queensland). Krótka głowa, głęboka czaszka, pięciopalczaste ręce, długie nogi z czteropalczastymi stopami oraz ogon, którego długość równa była całej reszcie ciała wraz z głową. Wielkością zwierzę odpowiadało kangurowi.
Nazwa dinozaura pochodzi od nazwy narodowych linii lotniczych Australii – Qantas.